# Drahoraz
Drahoraz je malá vesnice a část města Kopidlno v okrese Jičín. Nachází se tři kilometry severně od Kopidlna. Drahoraz je také název katastrálního území o rozloze 2,32 km².

## Historie

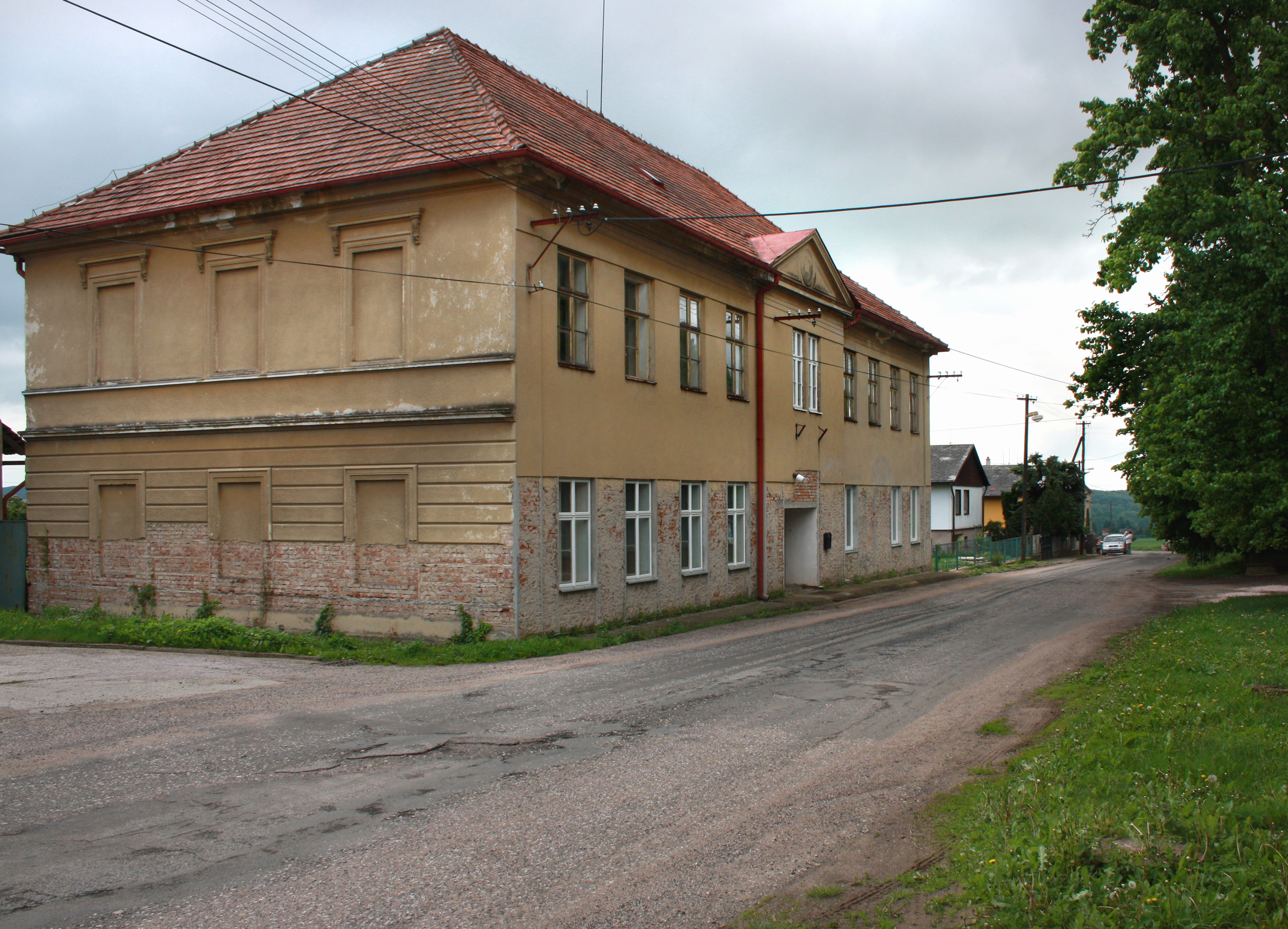
Bývalá škola

První písemná zmínka o vesnici pochází z roku 1294 a nachází se v přídomku Aldíka z Drahorazi na listině spojené s obdarováním vyšehradské kapituly. Podle výsledků archeologického výzkumu ve vsi vznikla ve druhé polovině třináctého století šlechtická tvrz opevněná dvojicí příkopů a palisádou. V polovině čtrnáctého století byla opuštěna a na jejím místě postaven kostel svatého Petra a Pavla, poprvé doložený k roku 1361.
Drahoraz v přídomku používal také Sulek zmíněný mezi šlechtici, kteří v letech 1318–1325 loupili na statcích Voka II. z Rotštejna. Další zmínky ze čtrnáctého a patnáctého století se vztahují k patronátnímu právu k drahorazskému kostelu. Od poloviny čtrnáctého století jej vykonávali příslušníci rodu Kopidlanských z Kopidlna. Tehdejší drahorazská farnost byla podle papežského desátku ve výši 36 grošů druhou největší v jičínském děkanátu. Dalšími příslušníky rodu Kopidlanských, kteří měli drahorazské patronátní právo, byli Jan Kapr ze Střevače (1364, 1371), Straniš z Drahorazi a Střevače spolu s Janem z Kopidlna (1392, 1407) a Zdeněk z Kopidlna (1415–1438), který jako poslední používal v přídomku i Drahoraz. Před rokem 1546 vesnici získali Stráníci z Kopidlna a Střevače, jejichž sídlo se nacházelo ve Střevači.

## Obyvatelstvo
| Rok            | 1869 | 1880 | 1890 | 1900 | 1910 | 1921 | 1930 | 1950 | 1961 | 1970 | 1980 | 1991 | 2001 | 2011 | 2021 |
| -------------- | ---- | ---- | ---- | ---- | ---- | ---- | ---- | ---- | ---- | ---- | ---- | ---- | ---- | ---- | ---- |
| Počet obyvatel | 147  | 187  | 212  | 178  | 196  | 193  | 181  | 113  | 110  | 103  | 83   | 97   | 82   | 74   | 80   |
| Počet domů     | 23   | 23   | 24   | 25   | 26   | 34   | 39   | 38   | 28   | 28   | 26   | 37   | 38   | 38   | 38   |

## Pamětihodnosti

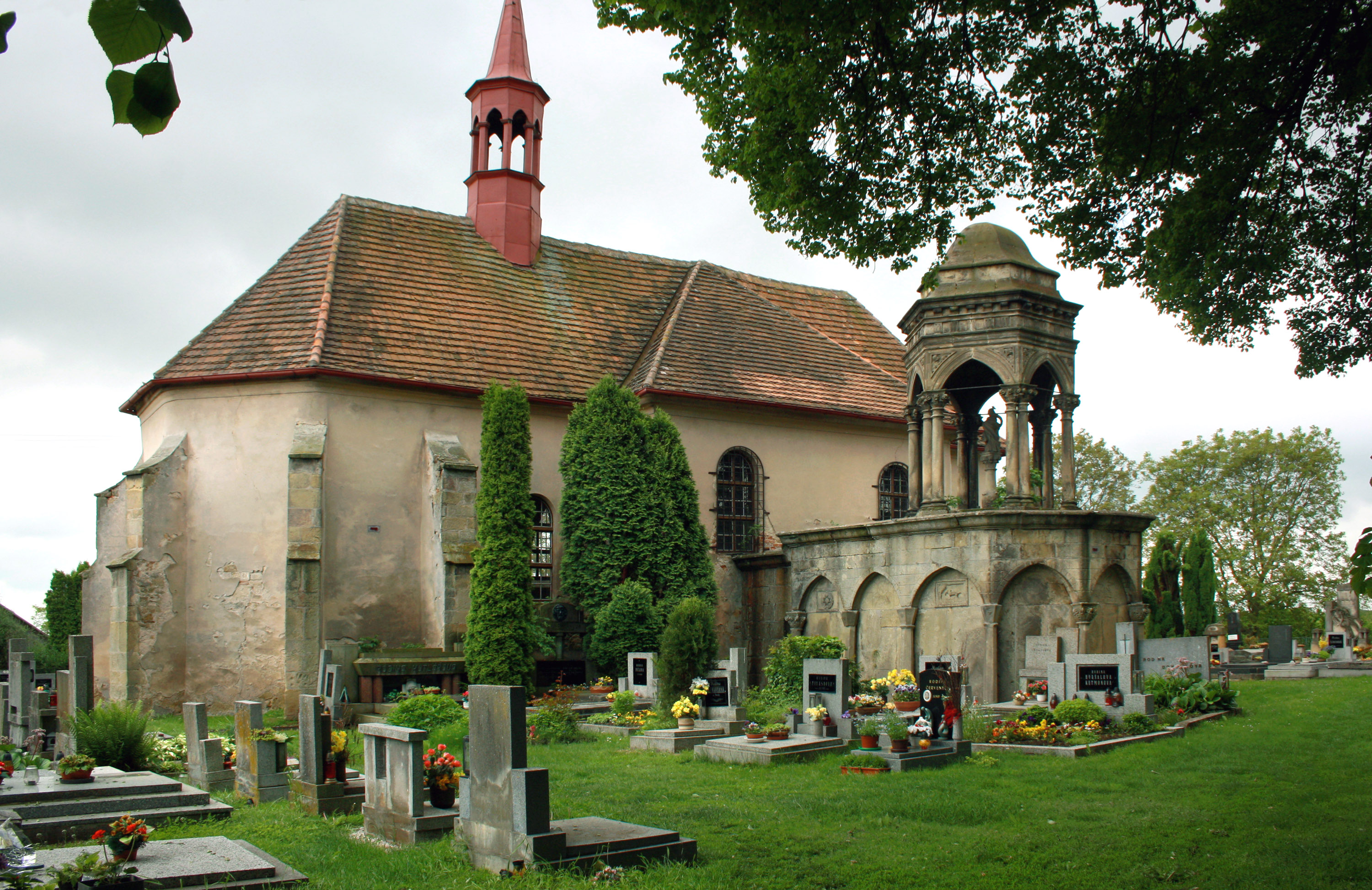
Kostel na hřbitově s kaplí Božího hrobu

- Kostel svatého Petra a Pavla s kaplí Božího hrobu, postavené podle vzoru jeruzalémské kaple uvnitř Chrámu Božího hrobu. Jejím donátorem byl František Josef hrabě Šlik. Na kapli je nápis s datem 1698, po stranách nápisu jsou dva erby: zleva erb hraběte Šlika a zprava jeho první manželky Silvie Kateřiny hraběnky Kinské. Papež Benedikt XIV. udělil kapli plnomocné odpustky a ustanovil při ní konání poutí.
- V okolí kostela se dochovaly nevelké pozůstatky vnějšího příkopu drahorazské tvrze. Nachází se zejména severně a západně od kostela, kde šířka příkopu dosahuje 8–12 metrů a hloubka se pohybuje v rozmezí 0,8–1,9 metru. Příkop původně vymezoval přibližně obdélné jádro tvrze s rozměry 48 × 52 metrů.[10] Kromě dochovaných pozůstatků byla na vnější straně příkopu archeologicky doložena palisáda a dále existence souběžně vedeného vnějšího příkopu.[11]